# Nephrosphaera
Nephrosphaera es un género de foraminífero bentónico de la subfamilia Daitroninae, de la familia Crithioninidae, de la superfamilia Saccamminoidea, del suborden Saccamminina y del orden Astrorhizida. Su especie tipo es Nephrosphaera fissurata. Su rango cronoestratigráfico abarca desde el Ashgilliense (Ordovícico superior) hasta el Valentiense (Silúrico inferior).

## Discusión
Clasificaciones previas incluían Nephrosphaera en la subfamilia Crithionininae, de la familia Hemisphaeramminidae, de la superfamilia Astrorhizoidea, así como en el suborden Textulariina del orden Textulariida.

## Clasificación
Nephrosphaera incluye a la siguiente especie:
- Nephrosphaera fissurata †